# شعب وسيع (جبلة)
شعب وسيع محلة تابعة لقرية الشائس، التابعة لعزلة الثوابي بمديرية جبلة إحدى مديريات محافظة إب في الجمهورية اليمنية، بلغ تعداد سكانها 73 حسب تعداد اليمن لعام 2004.